# ALROSA

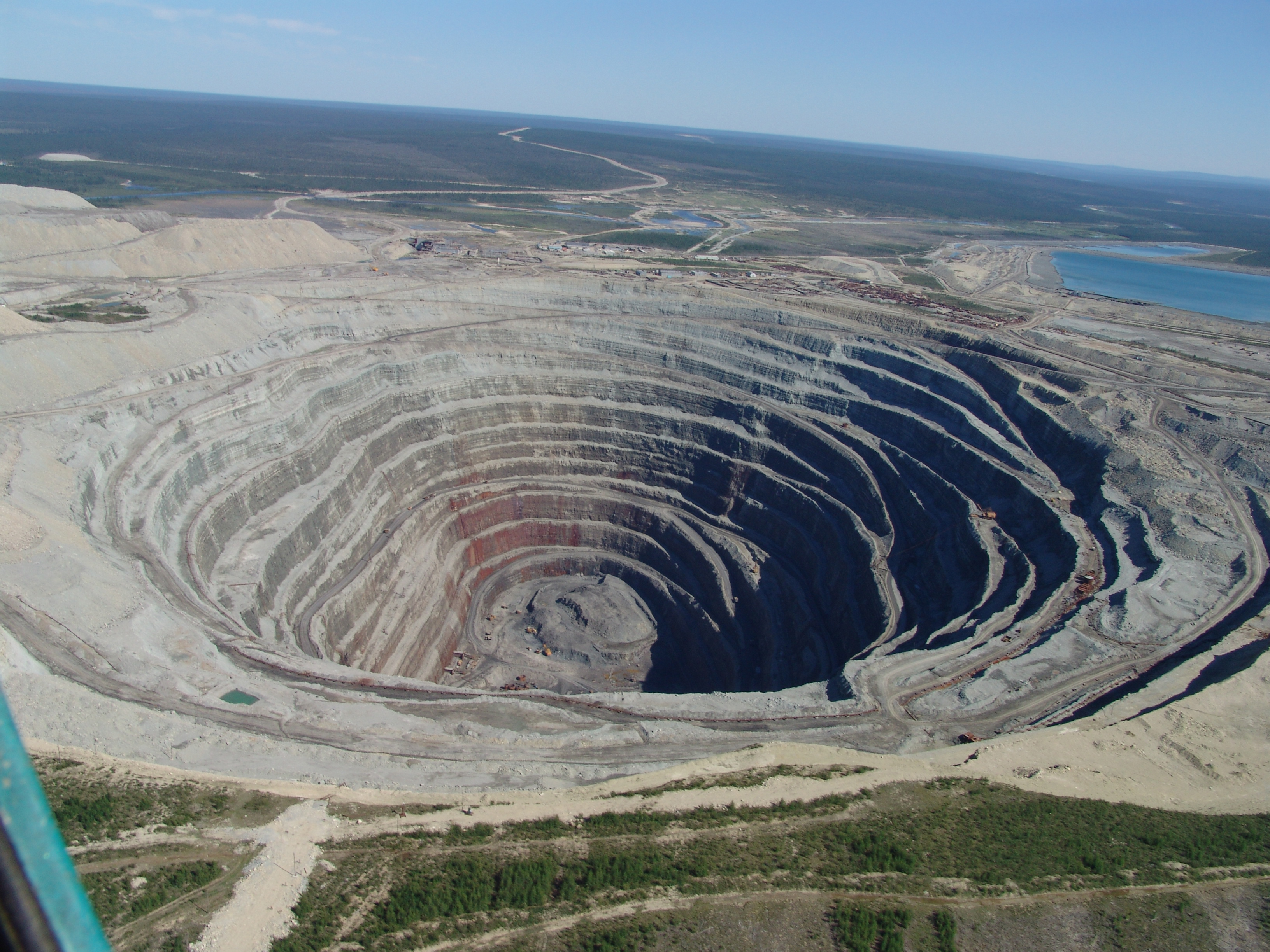
De Kimberliet-diatreem Oedatsjnaja in het noorden van Sacha is de grootste diamantmijn van Rusland en is met 530 meter een van de diepste dagbouwschachten ter wereld

ALROSA (Russisch: АЛРОСА, volledige naam: АК «АЛРОСА» (ОАО)) is een Russische groep van diamantbedrijven, die zich bezighouden met de exploratie, winning, verwerking en verkoop van ruwe diamanten. De belangrijkste activiteiten zijn geconcentreerd in Jakoetië, in de Archangelsk-regio en Afrika.
ALROSA produceert 97% van alle diamanten in Rusland, Het aandeel van ALROSA in het wereldmarktvolume van diamantwinning is 27%. Het bedrijf heeft bewezen reserves die voldoende zijn om het huidige niveau van de winning minstens 18 à 20 jaren te kunnen verderzetten. De waarschijnlijke reserves van ALROSA zijn ongeveer een derde van de totale wereldreserves van diamanten. 

## Activiteiten
ALROSA houdt zich bezig met onderzoek naar en exploitatie van diamantlagen en de productie van briljanten. De diamanten worden zowel door dagbouw als schachtbouw verworven. Een dochteronderneming, Severalmas AG (ОАО Севералмаз), delft diamanten in de oblast Archangelsk. Het bedrijf heeft verder vestigingen in Moskou, Sint-Petersburg, Orjol, Jakoetsk en in Angola, België en Israël.
Per juni 2013 waren in overeenstemming met de JORC-code de reserves en middelen van ALROSA 971,7 miljoen karaat (waarvan 664,8 miljoen karaat bewezen en 308,2 miljoen karaat waarschijnlijke reserves), dat was 97% van de totale Russische reserves.
Tot het bedrijf behoren ook een aantal sorteer- en wasinstallaties (onder andere in Mirny en Oedatsjny). 
Op 19 februari 2018 werden de bescheiden gasactiviteiten verkocht aan Novatek voor 30 miljard roebel (US$ 526 miljoen). Dit betreft de belangen in JSC Geotransgaz en Urengoy Gas Company LLC.

### Productie
De belangrijkste productiefaciliteiten van ALROSA liggen in West-Jakoetië en rond Archangelsk. ALROSA ontwikkelt 22 velden in totaal. De industriële basis bestaat uit 9 inheemse en 13 grindvindplaatsen. Inheemse vindplaatsen worden verwerkt met behulp van openlucht- (loopbaan) en ondergrondse mijnbouw. Op het grondgebied van de Republiek Jakoetië zijn er vier mijnbouwlocaties: Mirny, Aikhal, Udatschinsky en Nyurbinsk. 
Daarnaast bezit ALROSA 32,8% van de aandelen in het mijnbouwbedrijf "Katoka" - de grootste producent van diamant in Angola. 

### Afzet
ALROSA heeft vertegenwoordigingskantoren in alle grote diamantcentra - VS, België, VAE, China, Groot-Brittannië en Israël. België is de belangrijkste afzetmarkt met een aandeel van ongeveer 40% in de omzet, gevolgd door India en de Verenigde Arabische Emiraten die allebei iets meer dan 20% van de diamanten afnemen.
In 2012 tekende ALROSA een langdurig contract met het Belgische bedrijf Laurelton Diamonds Inc., dat diamanten voor het Amerikaanse juwelenbedrijf Tiffany&Co koopt. Volgens de voorwaarden van de driejarige handelsovereenkomst zal Tiffany&Co in staat zijn om in de eerste fase ruwe diamanten te kopen voor een bedrag van ongeveer US$ 60 miljoen per jaar.
In mei 2013 ondertekenden ALROSA en Sotheby's veilinghuis een memorandum van samenwerking. Door de voorwaarden zal ALROSA in staat zijn om grote diamanten van premiumklasse bij Sotheby's te veilen, evenals juwelen met deze diamanten. De edelstenen zullen in het Gemmologisch Instituut van Amerika (GIA) worden gecertificeerd.
ALROSA verleent actieve steun aan de Russische autoriteiten bij de uitvoering van de doelstellingen en bepalingen van het Kimberley-Proces. De omzet van het bedrijf in Rusland bedroeg in 2021 2,5 miljard euro. 
In april 2022 plaatste de Amerikaanse overheid het bedrijf op de sanctielijst ("Specially Designated Nationals (SDN") vanwege de Russische oorlog in Oekraïne. Amerikaanse banken mogen niet langer meewerken aan het betalingsverkeer waardoor de handel in diamanten in de Verenigde Staten maar ook wereldwijd wordt bemoeilijkt. Jaarlijks worden Russische diamanten geëxporteerd met een waarde van US$ 4,5 miljard. België is een van de grootste afnemers van Russische diamanten en de regering heeft in september 2022 nog een Europese boycot van Russische diamant afgewend. Ondanks deze weigering is de Antwerpse handel in Russische diamanten wel 'significant' gedaald.

### Resultaten
De verkopen zijn niet altijd gelijk aan de productie. Wanneer de prijs laag is, kan ALROSA besluiten diamanten in voorraad te houden en deze pas te verkopen als de prijzen zijn gestegen.
In 2012 produceerden ondernemingen van ALROSA Groep 34,4 miljoen karaat aan diamanten. De verkopen waren 33,2 miljoen karaat met een tegenwaarde van US$ 4611 miljoen. Hiervan was US$ 4450 miljoen het gevolg van de verkoop van ruwediamantproducten en voor geslepen diamanten was dit US$ 161 miljoen.
De verkoopprijzen van diamanten luiden veelal in Amerikaanse dollars terwijl de activiteiten hoofdzakelijk in Rusland plaatsvinden. De meeste kosten worden in Russische roebels afgerekend. Als een gevolg kunnen de nettoresultaten fors fluctueren als de wisselkoers grote schommelingen vertoont. In 2015 leed ALROSA een fors verlies als een gevolg van de roebel depreciatie, terwijl in 2016 de winst werd verhoogd door een voordelig valutaresultaat. 
| Jaar | Verkopen diamant (in karaat) | Productie diamant (in karaat) | Omzet (in roebels) | Netto resultaat (in roebels) |
| ---- | ---------------------------- | ----------------------------- | ------------------ | ---------------------------- |
| 2010 | 39,4                         | 34,3                          | -                  | -                            |
| 2011 | 32,9                         | 34,6                          | 137,7              | 26,7                         |
| 2012 | 33,2                         | 34,4                          | 150,9              | 33,6                         |
| 2013 | 38,0                         | 36,9                          | 168,5              | 31,8                         |
| 2014 | 39,6                         | 36,2                          | 207,1              | -16,8                        |
| 2015 | 30,0                         | 38,3                          | 224,5              | 32,2                         |
| 2016 | 40,0                         | 37,4                          | 317,1              | 133,5                        |
| 2017 | 41,2                         | 39,6                          | 275,4              | 78,6                         |
| 2018 | 38,1                         | 36,7                          | 299,7              | 90,4                         |
| 2019 | 33,4                         | 38,5                          | 238,2              | 62,7                         |
| 2020 | 32,1                         | 30,0                          | 221,5              | 32,2                         |
| 2021 | 45,5                         | 32,4                          | 331,0              | 91,3                         |

## Beursgang
Op 28 oktober 2013 ging het bedrijf naar de aandelenbeurs, waarin 16% van de aandelen verkocht werden (7% van de aandelen werden gegeven door de Russische Federatie en de regering van Jakoetië, nog eens 2% waren quasi schatkistpapier). Meer dan 60% van de totale plaatsing werd gekocht door investeerders uit de Verenigde Staten, 24% uit Europa (20% van het Verenigd Koninkrijk), 14% werd gekocht door investeerders uit Rusland. Oppenheimer Funds en Lazard verwierven elk 2%. Tijdens de IPO ALROSA werd 41,3 miljard roebel aangetrokken (ongeveer US$ 1,3 miljard).
Begin 2013 was 43,9256% van de aandelen in handen van het staatsvastgoedbedrijf Rosimoesjtsjestvo, 25,0002% van de autonome republiek Jakoetië, 8,0003% van de provinciën (oeloesen) van Joetië en 23,0739% in handen van rechtspersonen en investeringsfondsen. 
In juli 2016 verkocht de Russische staat zo'n 11% van de aandelen in ALROSA aan beleggers. De aandelen werden verkocht tegen een koers van RUR 65 en in totaal was de opbrengst US$ 820 miljoen. De verkoop maakt onderdeel uit van een groter privatiseringsprogramma. De staat heeft de opbrengsten van de aandelenverkopen nodig omdat de overheidsinkomsten onder druk staan door de lage olieprijs vanaf begin 2015. Na de verkoop heeft de staat nog een belang van 33%.

## Op sanctielijsten
In januari 2024 werd Alrosa en bestuursvoorzitter Pavel Marinichev op de sanctielijst van de Europese Unie. Ze worden mede-verantwoordelijk gehouden voor de ondermijning van de territoriale integriteit en onafhankelijkheid van Oekraïne. Volgens de EU genereert het bedrijf aanzienlijke inkomsten voor de Russische federatie. De tegoeden van Alrosa en Marinichev worden bevroren en ze mogen niet meer gefinancierd worden door Europese burgers en bedrijven. Tot slot krijgt de bestuursvoorzitter een reisverbod opgelegd. Vanaf 1 januari 2024 mogen Russische diamanten niet meer geïmporteerd worden door Europa, Canada, Japan, het Verenigd Koninkrijk en de Verenigde Staten, zo hebben de landen van de G7 besloten.